# Calle Saint-Denis
La Calle Saint-Denis (en  francés: rue Saint-Denis) es una importante vía norte - sur, en Montreal, en la provincia de Quebec al este de Canadá.
Se extiende desde la capilla Notre-Dame-de-Bon-Secours en la calle Saint Paul en el casco antiguo de Montreal a la orilla del río des Prairies en el extremo norte de la isla. Se designó como la Ruta 335 desde la calle Sherbrooke  hacia la autopista metropolitana, y se le conoce como calle Bonsecours al sur de la calle Saint-Antoine. A lo largo de su longitud, a su paso por los municipios de Ville-Marie, Le Plateau-Mont-Royal, Rosemont–La Petite-Patrie, Villeray–Saint-Michel–Parc-Extension, y Ahuntsic-Cartierville.
Saint- Denis sirve como una de las vías principales de ambos lados del Barrio Latino, donde se acoge a un gran número de bares y restaurantes, a la meseta de Mont-Royal, donde se le conoce como uno de los mejores lugares para ver el estilo distintivo de Montreal en su arquitectura. Es sobre todo una calle residencial al norte de la autopista metropolitana. La parte oriental de la Línea Naranja del Metro de Montreal corre paralela a la calle, a dos cuadras al este.
Fue llamada así por el nombre de Saint Denis en la ciudad de París.